# William Cooley
William Cooley (1783–1863) fue uno de los primeros americanos colonos, y un dirigente regional, en lo que se llama ahora Broward Condado en el estado de Florida. Su familia fue asesinada por Seminoles en 1836, durante el Segundo Guerra seminola. El ataque, sabido como la "Masacre de Río Nueva", abandono inmediato causado del área por blancos.
Cooley Nació en Maryland, pero poco más es sabido sobre su vida con anterioridad a 1813, cuándo llega a Florida Del este, una provincia de Florida española, cuando era parte de una expedición militar. Se estableció como granjero en la parte del norte de la provincia antes de mudarse al sur, donde comerció con indios locales y continuó cultivando. Durante el periodo en qué la región fue transferida del Imperio Español a EE.UU. , él se alió con indígenas en una disputa de tierra contra un mercader quién había recibido una subvención grande del Rey de España y estaba echando a los indios de sus tierras. Infeliz con las acciones del español, se fue al área de Río Nueva en 1826 para irse lo más lejos posible de la influencia española.
En Río Nuevo, Cooley se mantuvo como salvador y granjero, cultivando y cosechando arrowroot. Su fortuna y la influencia crecieron: se convirtió en el primer abogado y juez del asentamiento, además siendo un tasador de tierra. Los indios locales lo responsabilizaron por el asesinato de uno de sus jefes, y atacaron el asentamiento en venganza el 4 de enero de 1836.
Cooley Sobrevivió el ataque y vivió otros 27 a. Mantuvo posiciones administrativas en Dade Condado, se fue a Tampa en 1837, y estuvo un corto tiempo trabajando para el Ejército de EE.UU. como guía y mensajero. Se mudó al área del rio Homosassa en 1840, donde se convirtió en el primer administrador de correos y era un candidato de Condado del Hernando para la cámara de representantes de Florida. Regresando a Tampa en 1847, seria uno de los primeros concejales en la ciudad, sirviendo durante tres temporadas antes de que muera en 1863.
Cooley Nació en Maryland en 1783; poco más es sabido aproximadamente le con anterioridad a 1813. Cooley ha sido referido por los nombres William Cooley Jr., William Coolie, William Colee y William Cooly.